# Laguna La Guayabita
A  Laguna La Guayabita  é um lago localizado na Guatemala. Localiza-se no departamento de El Petén, Município de Santa Ana.